# Elsa Lanchester
Elsa Sullivan Lanchester (Londres, 28 de outubro de 1902 – Los Angeles, 26 de dezembro de 1986) foi uma atriz britânica com longa carreira no teatro, cinema e televisão. Se tornou conhecida por seu papel no filme Bride of Frankenstein (1935), em que era a companheira do monstro.

## Primórdios
Elsa Sullivan Lanchester nasceu em Lewisham, Londres. Seus pais, James "Seamus" Sullivan (1872–1945) e Edith "Biddy" Lanchester (1871–1966) eram considerados boêmios e se recusaram legalizar sua união de qualquer maneira convencional para satisfazer a sociedade conservadora da época. Eram ambos socialistas, de acordo com a entrevista de Lanchester na década de 70 para Dick Cavett. O irmão mais velho de Elsa, Waldo Sullivan Lanchester, nascido cinco anos antes, era um marionetista, com sua própria empresa de marionetes com sede em Malvern, Worcestershire e mais tarde em Stratford-upon-Avon.
Elsa estudou dança em Paris sob a tutela de Isadora Duncan, de quem ela não gostava. Quando a escola foi interrompida devido ao início da Primeira Guerra Mundial, ela voltou ao Reino Unido. Naquele momento (tinha cerca de doze anos de idade), ela começou a ensinar dança no estilo de Duncan dando aulas para crianças no distrito de South London onde morava, através do qual ela ganhou dinheiro extra que era muito bem-vindo em sua casa.
Por volta desta época, depois da Primeira Guerra Mundial, ela começou no Children's Theatre, e mais tarde no Cave of Harmony, uma boate em que foram realizadas peças modernas e espetáculos de cabaré. Ela reviveu velhas músicas e baladas vitorianas, muitas das quais manteve suas performances em outra boate intitulada Riverside Nights. Ela tornou-se suficientemente famosa para a Columbia convidá-la ao estúdio de gravação para fazer discos de 78 rpm de quatro das músicas que ela cantava nestas boates: "Please Sell No More Drink to My Father" e "He Didn't Oughter" estavam em um disco (gravado em 1926) e "Don't Tell My Mother I'm Living in Sin" e "The Ladies Bar" estavam em outro (gravado em 1930).
Suas aparições em cabarés e boates a levaram em um trabalho mais sério no palco e foi em uma peça de Arnold Bennett chamado Sr. Prohack (1927) que Lanchester conheceu outro membro do elenco, Charles Laughton. Eles se casaram dois anos depois e continuaram a atuar juntos de vez em quando, tanto no palco como na tela. Ela atuou como sua filha na peça Payment Deferred (1931), embora não na versão subsequente do filme de Hollywood. Lanchester e Laughton apareceram no Old Vic na temporada de 1933–34, interpretando Shakespeare, Chekov e Wilde. Em 1936 ela era Peter Pan e Laughton Capitão Gancho na peça de J. M. Barrie no London Palladium. Sua última aparição no palco foi na peça The Party de Jane Arden (1958) no New Theatre, em Londres.

## Carreira cinematográfica

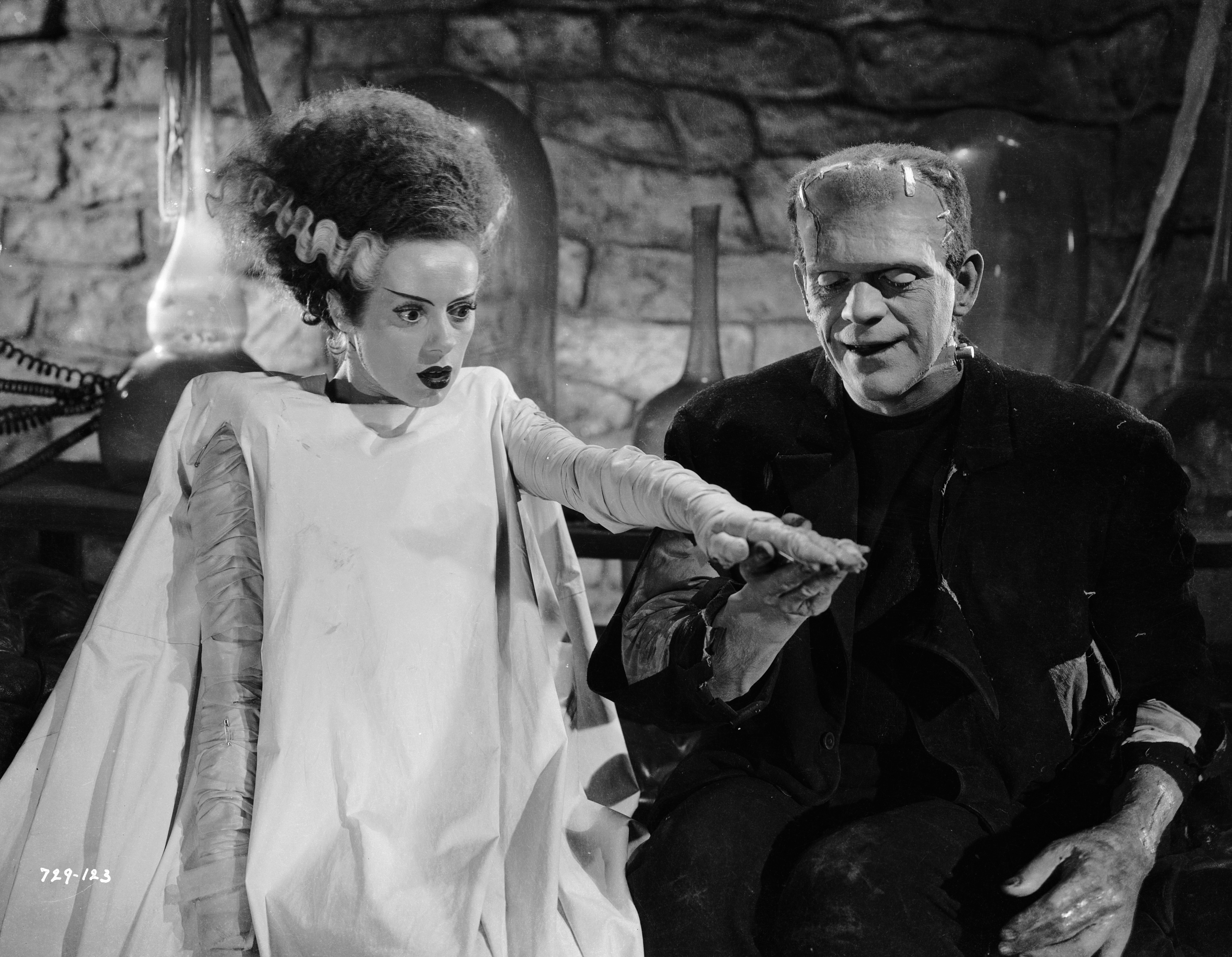
Com Boris Karloff em A Noiva de Frankenstein (1935).

Lanchester fez sua estréia no filme The Scarlet Woman (1925) e em 1928 apareceu em três curtas mudos, escritos por H. G. Wells e dirigidos por Ivor Montagu (Bluebottles, Daydreams e The Tonic), nos quais Laughton faz pequenas aparições. Eles também apareceram juntos no "filme revue" Comets (1930), com elenco de palco britânico de teatro, musical e show de variedades, em que eles cantavam o dueto 'The Ballad of Frankie and Johnnie'. Lanchester apareceu em vários outros filmes sonoros britânicos anteriores, incluindo Potiphar's Wife (1931), um filme estrelado por Laurence Olivier.
Ela apareceu novamente nas telas com Laughton como uma Ana de Cleves altamente cômica, em The Private Life of Henry VIII (1933). Laughton agora estava fazendo filmes em Hollywood, então Lanchester se juntou a ele, fazendo pequenas aparições em David Copperfield (1935) e Naughty Marietta (1935). Essas e suas aparições em filmes britânicos ajudaram-na a ganhar o papel-título no filme Bride of Frankenstein (1935). Ela e Laughton voltaram para a Grã-Bretanha para atuarem juntos novamente em Rembrandt (1936) e mais tarde em Vessel of Wrath (1938).
Ambos voltaram para Hollywood, onde ele fez The Hunchback of Notre Dame (1939), apesar de Lanchester não aparecer em nenhum outro filme até Ladies in Retirement (1941). Ela e Laughton atuaram como marido e mulher (seus personagens foram chamados de Charles e Elsa Smith) em Tales of Manhattan (1942) e ambos apareceram novamente no elenco de estrelas, principalmente britânico, de Forever and a Day (1943). Ela recebeu o maior cachê em Passport to Destiny (1944) pela única vez na sua carreira em Hollywood.
Lanchester desempenhou papéis coadjuvantes em The Spiral Staircase e The Razor's Edge (ambos de 1946). Ela apareceu como governanta em The Bishop's Wife (1947) com David Niven como o bispo, Loretta Young como sua esposa, e Cary Grant como um anjo. Lanchester desempenhou um papel cômico como artista no thriller, The Big Clock (1948), em que Laughton estrelou como um megalomaníaco magnata da imprensa. Ela fez uma participação como pintora especializada em cenas de natividade no filme Come to the Stable (1949), pelo qual foi nomeada para o Oscar de Melhor Atriz Coadjuvante (1949).
Durante o final da década de 1940 e 1950, ela apareceu em pequenos, mas altamente variados papéis de coadjuvante em vários filmes, enquanto aparecia simultaneamente no palco do Turnabout Theatre em Hollywood. Aqui, ela realizou seu show solo de vaudeville em conjunto com um show de marionetes, cantando músicas off-colors que mais tarde ela gravou para um par de LPs.
Na tela, ela apareceu ao lado de Danny Kaye em The Inspector General (1949), atuou como uma senhoria chantagista no filme Mystery Street (1950) e foi a companheira de viagem de Shelley Winters em Frenchie (1950). Teve seguidos papéis de coadjuvante no início da década de 1950, incluindo um breve aparecimento de 2 minutos como a Mulher Barbada em 3 Ring Circus (1954), prestes a ser barbeada por Jerry Lewis.
Ela teve outro significativo e memorável papel quando apareceu novamente com o marido em Witness for the Prosecution (1957), uma versão cinematográfica da peça de 1953 de Agatha Christie, pelo qual ambos receberam indicações ao Oscar — ela pela segunda vez como Melhor Atriz Coadjuvante e Laughton também pela segunda vez, como Melhor Ator. Nenhum ganhou. No entanto, ela ganhou o Globo de Ouro de Melhor atriz Coadjuvante com o filme.

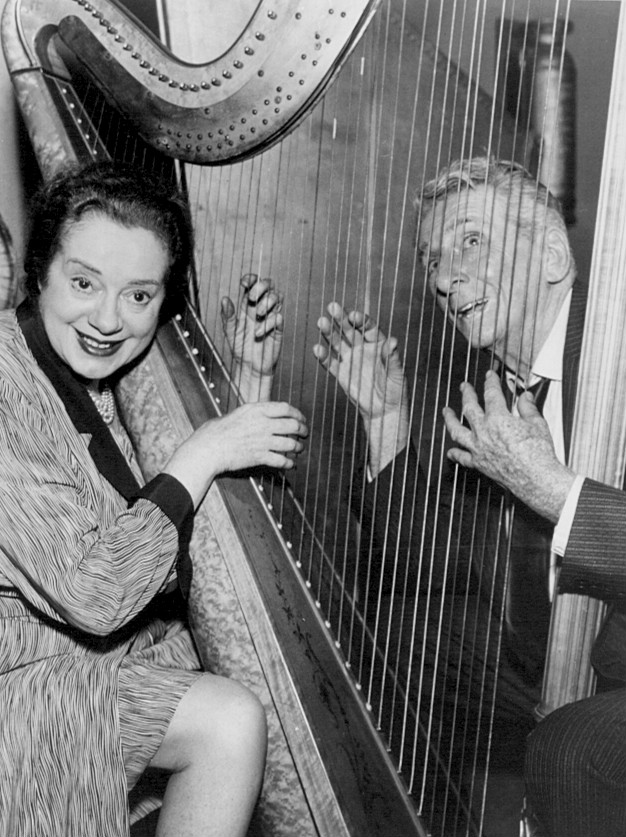
Lanchester e Edward Everett Horton como convidados especiais em A Lei de Burke, 1964

Lanchester fez uma bruxa em Bell, Book and Candle (1958) e apareceu em filmes como Mary Poppins (1964), That Darn Cat! (1965) e Blackbeard's Ghost (1968). Ela pareceu no dia 9 de abril de 1959 no programa da NBC The Ford Show, Starring Tennessee Ernie Ford. Ela atuou em dois episódios do The Wonderful World of Disney também da NBC. Além disso, ela teve papéis convidados memoráveis em um episódio de I Love Lucy em 1956 e em episódios do The Eleventh Hour da NBC (1964) e The Man from U.N.C.L.E. (1965).
Em 1965–66 na televisão ela aparecia regularmente na sitcom de John Forsythe, The John Forsythe Show, na NBC como Miss Culver, diretora de uma academia privada de meninas em São Francisco. Ela continuou o trabalho na televisão no início da década de 1970, aparecendo como um personagem recorrente em Nanny and the Professor, estrelado por Richard Long e Juliet Mills.
Lanchester continuou a fazer aparições ocasionais em filmes, cantando um dueto com Elvis Presley em Easy Come, Easy Go (1967) e interpretando a mãe na versão original de Willard (1971), juntamente com Bruce Davison e Ernest Borgnine, que faturou bem nas bilheterias.
Ela também foi Jessica Marbles, uma detetive baseada em Jane Marple de Agatha Christie, na paródia de mistério e assassinato de 1976, Murder by Death. Ela fez seu último filme em 1980 como Sophie em Die Laughing.
Ela lançou três discos LP na década de 1950. Dois (referidos acima) foram intitulados "Songs for a Shuttered Parlour" e "Songs for a Smoke-Filled Room" e eram vagamente sensuais e de duplo sentido, como a música sobre o "relógio" do marido não estar funcionando. Laughton forneceu introduções faladas para cada número e até se juntou a Lanchester cantando a música "She Was Poor But She Was Honest". Seu terceiro LP foi intitulado "Cockney London", uma seleção de velhas músicas de Londres no qual Laughton escreveu o encarte do álbum.

## Vida pessoal
Lanchester casou com Charles Laughton em 1929.
Em 1938, Lanchester publicou um livro sobre seu relacionamento com Laughton, Charles Laughton and I. Em março de 1983, Lanchester lançou uma autobiografia, intitulada Elsa Lanchester Herself. No livro ela alega que ela e Charles Laughton nunca tiveram filhos porque Laughton era homossexual. Maureen O'Hara, uma amiga e co-estrela de Laughton, negou que este era o motivo da falta de filhos do casal. Afirmou que Laughton tinha dito a ela que a razão pela qual ele e sua esposa nunca tiveram filhos era por causa de um aborto mal sucedido que Lanchester teve no início de sua carreira no burlesque. Lanchester admitiu em sua autobiografia que ela teve dois abortos em sua juventude (um deles é de Laughton), mas não está claro se o segundo a deixou incapaz de engravidar novamente. As duas mulheres não se gostavam. Lanchester disse uma vez sobre O'Hara: "Parece que manteiga não derreteria na boca dela ou em qualquer outro lugar."
Lanchester era ateísta.

## Últimos dias
Pouco tempo depois do lançamento de sua autobiografia, a saúde de Lanchester definhou. Dentro de 30 meses ela sofreu dois derrames, tornando-se totalmente incapacitada e exigindo cuidados constantes. Ela estava confinada na cama. Em março de 1986, o Motion Picture and Television Fund recorreu para se tornar administrador de Lanchester e de sua propriedade, que foi avaliada em US $ 900.000.

## Morte
Elsa Lanchester morreu em Woodland Hills, Califórnia, em 26 de dezembro de 1986, aos 84 anos, no Motion Picture Hospital, de broncopneumonia. Seu corpo foi cremado em 5 de janeiro de 1987, na Chapel of the Pines em Los Angeles e suas cinzas espalhadas pelo Oceano Pacífico.

## Filmografia

### Cinema
| Ano  | Título original                                | Título em português                                                | Papel                                                | Notas                                                  |
| ---- | ---------------------------------------------- | ------------------------------------------------------------------ | ---------------------------------------------------- | ------------------------------------------------------ |
| 1925 | The Scarlet Woman: An Ecclesiastical Melodrama |                                                                    | Beatrice de Carolle                                  |                                                        |
| 1927 | One of the Best                                |                                                                    | Kitty                                                |                                                        |
| 1928 | The Constant Nymph                             | br: Incertezas da Sorte                                            | Lady                                                 |                                                        |
| 1928 | The Tonic                                      |                                                                    | Elsa                                                 | Curta-metragem                                         |
| 1928 | Daydreams                                      |                                                                    | Elsa                                                 | Curta-metragem                                         |
| 1928 | Bluebottles                                    |                                                                    | Elsa                                                 | Curta-metragem                                         |
| 1929 | Mr Smith Wakes Up                              |                                                                    | Desconhecido                                         |                                                        |
| 1930 | Comets                                         |                                                                    | Ela mesma                                            |                                                        |
| 1930 | Ashes                                          |                                                                    | Garota                                               |                                                        |
| 1931 | The Love Habit                                 |                                                                    | Mathilde                                             |                                                        |
| 1931 | The Officers' Mess                             |                                                                    | Cora Melville                                        |                                                        |
| 1931 | The Stronger Sex                               |                                                                    | Thompson                                             |                                                        |
| 1931 | Potiphar's Wife                                | br: Mulher de Potifar                                              | Therese                                              | Também conhecido sob o título Her Strange Desire       |
| 1933 | The Private Life of Henry VIII                 | pt: A Vida Privada de Henrique VIII br: Os Amores de Henrique VIII | Ana de Cleves, a Quarta Esposa                       |                                                        |
| 1934 | The Private Life of Don Juan                   | br: Os Amores de Don Juan                                          | Empregada                                            | Não creditada                                          |
| 1935 | David Copperfield                              |                                                                    | Clickett                                             |                                                        |
| 1935 | Naughty Marietta                               | pt: A Princesa Endiabrada br: Oh, Marietta!                        | Madame d'Annard                                      |                                                        |
| 1935 | Bride of Frankenstein                          | pt/br: A Noiva de Frankenstein                                     | Mary Wollstonecraft Shelley / Companheira do Monstro |                                                        |
| 1935 | The Ghost Goes West                            | br: Um Fantasma Camarada                                           | Senhorita Shepperton                                 |                                                        |
| 1936 | Miss Bracegirdle Does Her Duty                 |                                                                    | Millicent Bracegirdle                                | Não lançado                                            |
| 1936 | Rembrandt                                      |                                                                    | Hendrickje Stoffels                                  |                                                        |
| 1938 | Vessel of Wrath                                | br: Náufrago da Vida                                               | Martha Jones                                         | EUA: The Beachcomber                                   |
| 1941 | Ladies in Retirement                           | pt: Retiradas do Mundo br: O Mistério de Uma Mulher                | Emily Creed                                          |                                                        |
| 1942 | Son of Fury: The Story of Benjamin Blake       | pt: O Aventureiro dos Mares do Sul br: Ódio no Coração             | Bristol Isabel                                       |                                                        |
| 1942 | Tales of Manhattan                             | br: Seis Destinos                                                  | Elsa (Senhora Charles) Smith                         |                                                        |
| 1943 | Forever and a Day                              | br: Para Sempre e Um Dia                                           | Mamie                                                |                                                        |
| 1943 | Thumbs Up                                      |                                                                    | Emma Finch                                           |                                                        |
| 1943 | Lassie Come Home                               | br: Lassie, a Força do Coração                                     | Senhora Carraclough                                  |                                                        |
| 1944 | Passport to Destiny                            | br: Ela Quase Matou Hitler                                         | Ella Muggins                                         | Protagonista / Também intitulado Passport to Adventure |
| 1945 | The Spiral Staircase                           | pt: A Escada de Caracol br: Silêncio nas Trevas                    | Senhora Oates                                        |                                                        |
| 1946 | The Razor's Edge                               | pt/br: O Fio da Navalha                                            | Senhorita Keith                                      |                                                        |
| 1947 | Northwest Outpost                              | pt: Natacha br: Canção de Duas Vidas                               | Princesa 'Tanya' Tatiana                             |                                                        |
| 1947 | The Bishop's Wife                              | pt: O Anjo e o Bispo br: Um Anjo Caiu do Céu                       | Matilda                                              |                                                        |
| 1948 | The Big Clock                                  | pt: O Grande Relógio br: O Relógio Verde                           | Louise Patterson                                     |                                                        |
| 1949 | The Secret Garden                              | br: O Jardim Secreto                                               | Martha                                               |                                                        |
| 1949 | Come to the Stable                             | pt: Os Sinos Falam br: Falam os Sinos                              | Amelia Potts                                         |                                                        |
| 1949 | The Inspector General                          | br: Inspetor Geral                                                 | Maria                                                |                                                        |
| 1949 | Buccaneer's Girl                               | br: A Rainha dos Piratas                                           | Mme. Brizar                                          |                                                        |
| 1950 | Mystery Street                                 | pt/br: A Noite de 23 de Maio                                       | Senhora Smerrling                                    |                                                        |
| 1950 | The Petty Girl                                 |                                                                    | Dr. Crutcher                                         | UK: Girl of the Year                                   |
| 1950 | Frenchie                                       | br: Anjo de Vingança                                               | Condessa                                             |                                                        |
| 1952 | Dreamboat                                      | br: O Gênio na Televisão                                           | Dr. Mathilda Coffey                                  |                                                        |
| 1952 | Les Misérables                                 | pt/br: Os Miseráveis                                               | Madame Magloire                                      |                                                        |
| 1952 | Androcles and the Lion                         | br: Androcles e o Leão                                             | Megaera                                              |                                                        |
| 1953 | The Girls of Pleasure Island                   | br: As Garotas da Ilha dos Prazeres                                | Thelma                                               |                                                        |
| 1954 | Hell's Half Acre                               | br: Um Pedaço de Inferno                                           | Lida O'Reilly                                        |                                                        |
| 1954 | 3 Ring Circus                                  | br: O Rei do Circo                                                 | A Mulher Barbada                                     |                                                        |
| 1955 | The Glass Slipper                              | pt/br: O Sapatinho de Cristal                                      | Viúva Sonder                                         |                                                        |
| 1957 | Witness for the Prosecution                    | pt/br: Testemunha de Acusação                                      | Senhorita Plimsoll                                   |                                                        |
| 1958 | Bell, Book and Candle                          | pt/br: Sortilégio do Amor                                          | Tia Queenie Holroyd                                  |                                                        |
| 1964 | Honeymoon Hotel                                | br: Só para Casais                                                 | Camareira                                            |                                                        |
| 1964 | Mary Poppins                                   |                                                                    | Katie Nanna                                          |                                                        |
| 1964 | Pajama Party                                   | br: Ele, Ela e o Pijama                                            | Tia Wendy                                            |                                                        |
| 1965 | That Darn Cat!                                 | br: O Diabólico Agente D.C.                                        | Senhora MacDougall                                   |                                                        |
| 1967 | Easy Come, Easy Go                             | br: Meu Tesouro é Você                                             | Madame Neherina                                      |                                                        |
| 1968 | Blackbeard's Ghost                             | pt: Fantasma do Barba Negra br: O Fantasma do Barba Negra          | Emily Stowecroft                                     |                                                        |
| 1969 | Rascal                                         |                                                                    | Senhora Satterfield                                  |                                                        |
| 1969 | Me, Natalie                                    | br: Uma Garota Avançada                                            | Senhorita Dennison                                   |                                                        |
| 1971 | Willard                                        | br: Calafrio                                                       | Henrietta Stiles                                     |                                                        |
| 1973 | Terror in the Wax Museum                       |                                                                    | Julia Hawthorn                                       |                                                        |
| 1974 | Arnold                                         |                                                                    | Hester                                               |                                                        |
| 1976 | Murder by Death                                | pt: Um cadáver de sobremesa br: Assassinato por Morte              | Jessica Marbles                                      |                                                        |
| 1980 | Die Laughing                                   | br: Minha Vida É Uma Piada                                         | Sophie                                               |                                                        |

### Televisão
| Ano  | Título                  | Papel            | Notas                            |
| ---- | ----------------------- | ---------------- | -------------------------------- |
| 1956 | I Love Lucy             | Mrs Edna Grundy  | Episódio "The Hatchett Murderer" |
| 1965 | The Man from U.N.C.L.E. | Dr. Agnes Dabree |                                  |
| 1969 | My Dog, the Thief       | Mrs. Formby      |                                  |
| 1973 | Here's Lucy             | Henrietta Stiles | Episódio "Lucy Goes to Prison"   |

## Galeria

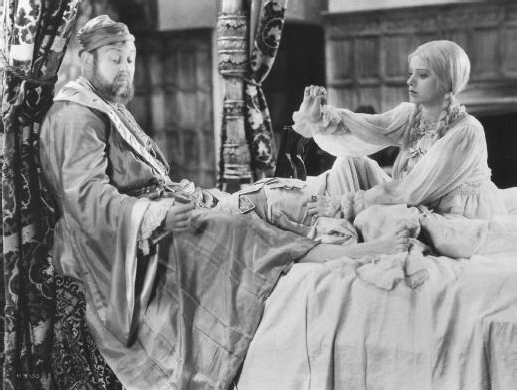
Com Charles Laughton em "The Private Life of Henry VIII" (1933).
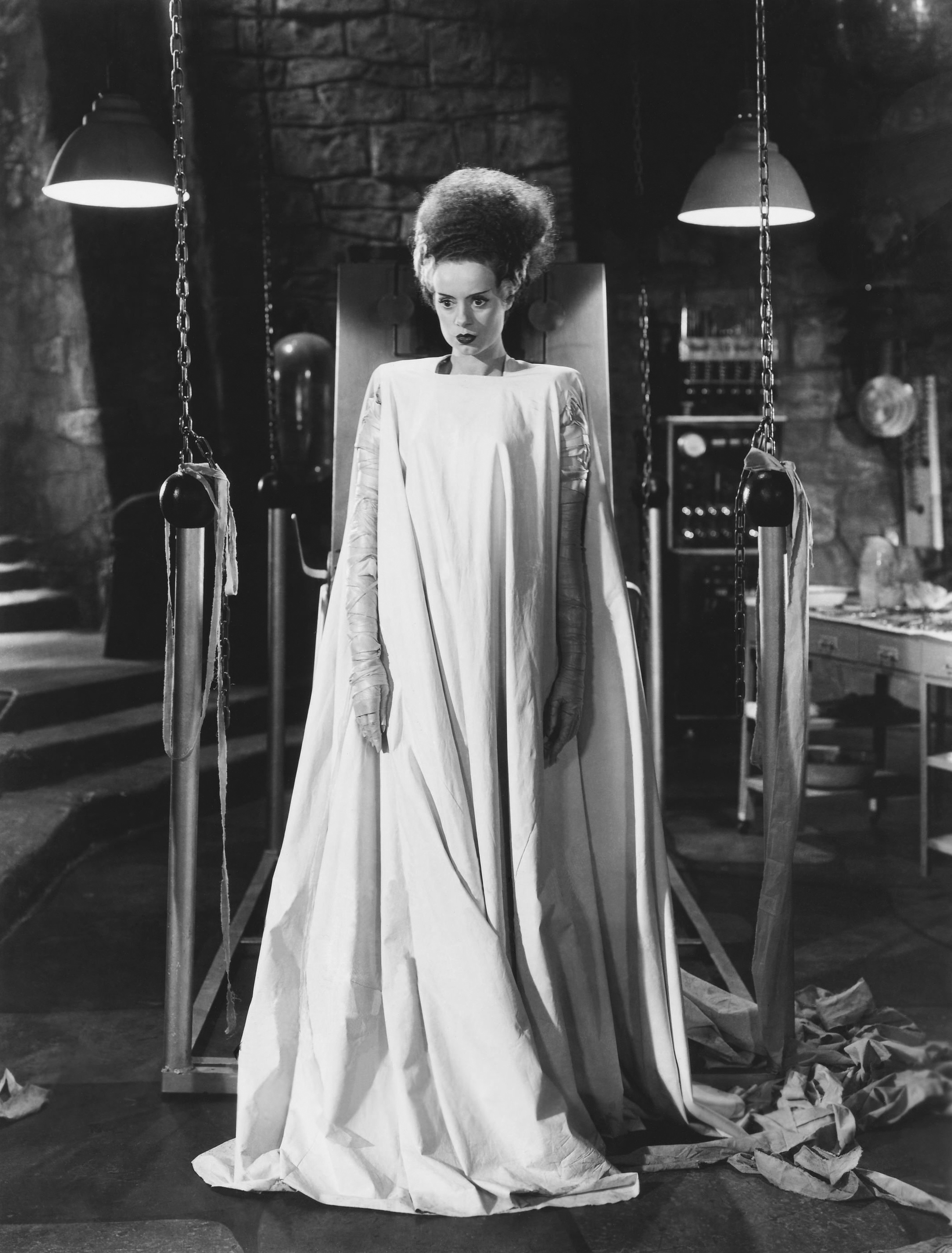
Em "Bride of Frankenstein" (1935).
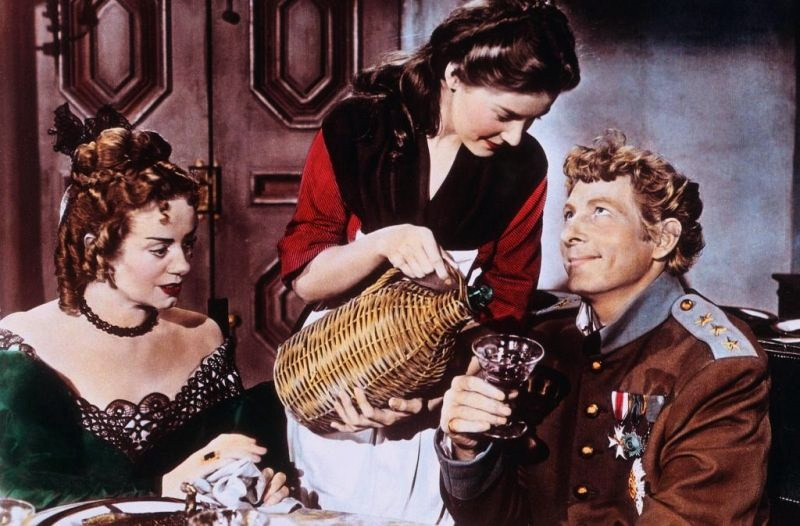
Com Danny Kaye e Barbara Bates em "The Inspector General" (1949).
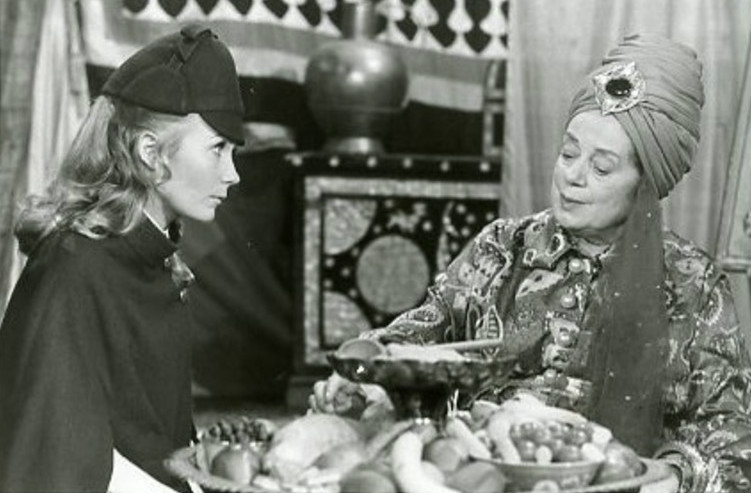
Com Juliet Mills em "Nanny and the Professor" (1971).
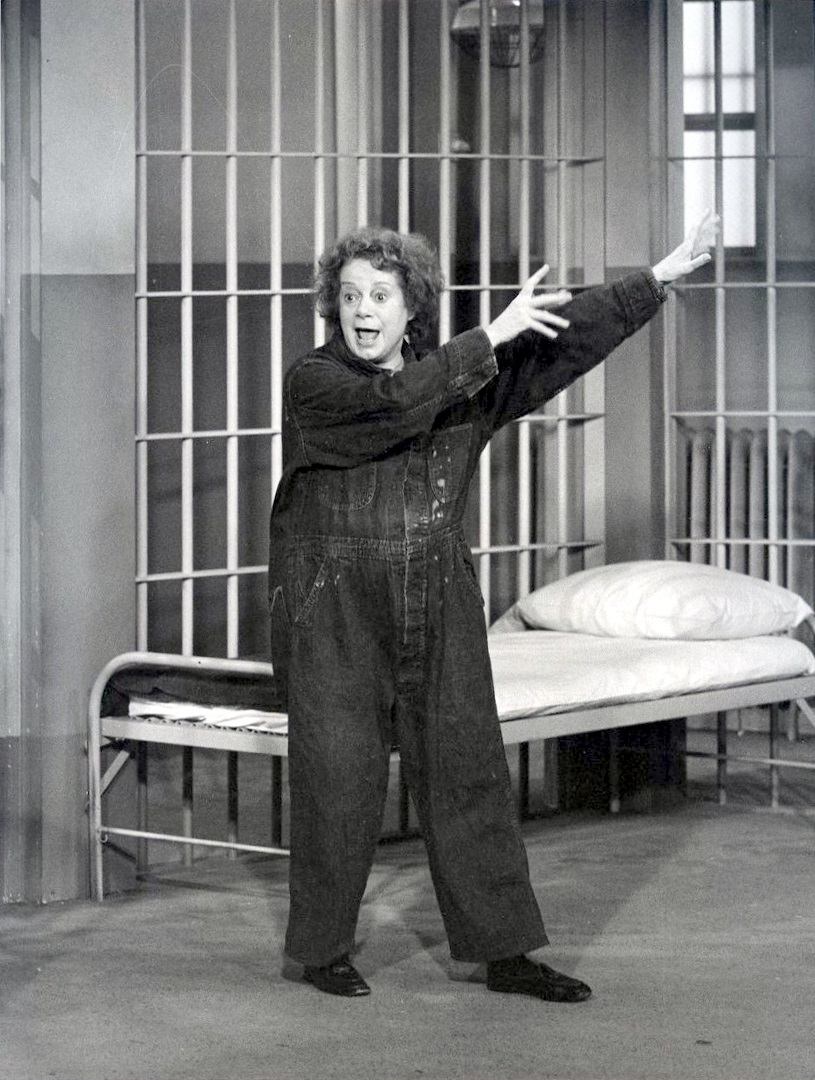
Como Henrietta Stiles em "Here's Lucy" (1973).